# Yurii Kerpatenko
Yurii Leonidovich Kerpatenko (en ucraniano: Керпатенко Юрій Леонідович; Jersón, 9 de septiembre de 1976 - Jersón, 28 de septiembre de 2022) fue un director de orquesta ucraniano. Fue el director principal del Teatro Regional Académico de Música y Drama de Jersón Mykola Kulish desde 2004.

## Biografía
Kerpatenko se graduó en la Escuela de Música de Jersón en 1995 y el Conservatorio de Kiev en 2000. Se convirtió en el director principal de la orquesta de cámara «Gilea» de la Filarmónica Regional de Jersón en ese mismo año.
Según el Ministerio de Cultura y Política de Información, Kerpatenko fue asesinado a tiros en su casa por el ejército ruso porque se negó a cooperar con ellos durante la ocupación del óblast de Jersón. Se reportó su muerte el 13 de octubre de 2022 por asesinato por las fuerzas de ocupación rusas.